# Les Affluents du ciel
 (avril 2021).
Si vous disposez d'ouvrages ou d'articles de référence ou si vous connaissez des sites web de qualité traitant du thème abordé ici, merci de compléter l'article en donnant les références utiles à sa vérifiabilité et en les liant à la section « Notes et références ».
Les Affluents du ciel est un roman de Jean-Guy Soumy publié en 1999.

## Résumé
En 1874 en Charente, Clara, femme de Pierre, est tuée près d'une fontaine où il fait faire un tombeau. Il va se cloitrer dans le pavillon de chasse et confie la gestion du domaine à son fils François. Pierre apprend que François a accordé le passage du chemin de fer sur le tombeau de Clara et va le voir, puis il va à Paris et obtient un tunnel sous le tombeau. En 1878 un dossier de 48 lettres d'amour (de 1844 à 1871) entre Clara et un Alexandre, mort depuis, est trouvé sur le chantier. Pierre se retire dans une abbaye et prie que les affluents du ciel charrient son âme vers Clara.